# پناهگاه امن
«پناهگاه امن» (انگلیسی: Safe Haven) یک کتاب از نیکلاس اسپارکس نویسنده آمریکایی است که در سال ۲۰۱۰ منتشر گردید. در سال ۲۰۱۳ همچون سایر آثار این نویسنده، یک اقتباس سینمایی تحت همین عنوان و به کارگردانی لاسه هالستروم از این اثر تهیه گردید.